# Kreis Roßlau
| Kreis Roßlau                                         | Kreis Roßlau                                              |
| ---------------------------------------------------- | --------------------------------------------------------- |
| Wappen                                               |                                                           |
| Bezirk der DDR                                       | Halle                                                     |
| Kreisstadt                                           | Roßlau                                                    |
| Fläche                                               | 403 km² (1989)                                            |
| Einwohner                                            | 35.027 (1989)                                             |
| Bevölkerungsdichte                                   | 87 Einwohner/km² (1989)                                   |
| Kfz-Kennzeichen                                      | K und V (1953–1990) KV und VV (1974–1990) RSL (1991–1994) |
|                                                      |                                                           |
| Der Kreis Roßlau im Bezirk Halle (anklickbare Karte) |                                                           |

Der Kreis Roßlau war ein Landkreis im Bezirk Halle der DDR.  Von 1990 bis 1994 bestand er als Landkreis Roßlau im Land Sachsen-Anhalt fort. Sein Gebiet liegt heute im Landkreis Anhalt-Bitterfeld, im Landkreis Wittenberg und in der kreisfreien Stadt Dessau-Roßlau in Sachsen-Anhalt. Der Sitz der Kreisverwaltung befand sich in Roßlau.

## Geographie

### Lage
Der Kreis Roßlau lag südlich des Hohen Flämings am rechten Ufer der Elbe.

### Nachbarkreise
Der Kreis Roßlau grenzte im Uhrzeigersinn im Nordwesten beginnend an die Kreise Zerbst (Bezirk Magdeburg), Belzig (Bezirk Potsdam), Wittenberg, Gräfenhainichen, Stadtkreis Dessau und Köthen (Bezirk Halle).

## Geschichte
Am 25. Juli 1952 kam es in der DDR zu einer umfassenden Kreisreform, bei der unter anderem die Länder aufgelöst und durch Bezirke ersetzt wurden. Aus einem Teil des damaligen Landkreises Zerbst wurde der neue Kreis Roßlau mit Sitz in Roßlau gebildet, der dem neugebildeten Bezirk Halle zugeordnet wurde.
Zum Kreis Roßlau gehörten die folgenden Städte und Gemeinden:
Stadt Coswig (Anhalt)
Stadt Roßlau (Elbe)
Gemeinde Bräsen
Gemeinde Brambach
Gemeinde Buko
Gemeinde Buro, am 1. Oktober 1965 in die Gemeinde Klieken eingemeindet
Gemeinde Cobbelsdorf
Gemeinde Düben
Gemeinde Griebo
Gemeinde Hundeluft
Gemeinde Jeber-Bergfrieden
Gemeinde Klieken
Gemeinde Köselitz
Gemeinde Luko
Gemeinde Meinsdorf, am 1. Oktober 1965 in die Stadt Roßlau (Elbe) eingemeindet
Gemeinde Möllensdorf
Gemeinde Mühlstedt
Gemeinde Ragösen
Gemeinde Rodleben
Gemeinde Senst
Gemeinde Serno
Gemeinde Stackelitz
Gemeinde Streetz
Gemeinde Thießen
Gemeinde Wörpen
Gemeinde Zieko
Am 17. Mai 1990 wurde der Kreis in Landkreis Roßlau umbenannt. Seit der Wiedervereinigung der beiden deutschen Staaten im Oktober 1990 gehört der Landkreis zum wiedergegründeten Land Sachsen-Anhalt. Bei der ersten Kreisreform in Sachsen-Anhalt ging er am 1. Juli 1994 im Landkreis Anhalt-Zerbst auf.
Roßlau, Brambach, Mühlstedt und Rodleben sind heute Ortsteile der Stadt Dessau-Roßlau, Griebo ist Ortsteil der Kreisstadt Wittenberg, alle anderen Gemeinden wurden in die Stadt Coswig (Anhalt) eingemeindet und gehören damit zum Landkreis Wittenberg.
 Einwohnerentwicklung 
| Jahr      | 1960   | 1971   | 1981   | 1989   |
| Einwohner | 43.621 | 41.292 | 35.840 | 35.027 |

## Wirtschaft
Bedeutende Betriebe waren unter anderem:
- VEB Deutsches Hydrierwerk Rodleben
- VEB Elbewerk Roßlau
- VEB Schiffswerft Roßlau
- VEB Chemiewerk Coswig
- VEB Zündholzfabrik Coswig

## Verkehr
Durch die Autobahn Berliner Ring–Hirschberg mit der Anschlussstelle Coswig war der Kreis an das Autobahnnetz der DDR angeschlossen. Dem überregionalen Straßenverkehr dienten außerdem die F 107 von  Coswig nach Genthin, die F 184 von Magdeburg über Roßlau nach Leipzig, die F 187 von Roßlau nach Wittenberg und die F 187a von Coswig über Hundeluft nach Zerbst.
Der Kreis Roßlau war durch die Bahnstrecken Dessau–Roßlau–Magdeburg, Roßlau–Wiesenburg und Węgliniec–Roßlau in das Eisenbahnnetz der DDR eingebunden.

## Kfz-Kennzeichen
Nach 1952 erhielten die im Kreis zugelassenen Fahrzeuge Kennzeichen mit dem Anfangsbuchstaben K (wie im gesamten DDR-Bezirk Halle). Später kamen Kennzeichen mit dem Anfangsbuchstaben V hinzu. Den Kraftfahrzeugen (mit Ausnahme der Motorräder) und Anhängern wurden von etwa 1974 bis Ende 1990 dreibuchstabige Unterscheidungszeichen, die mit den Buchstabenpaaren KV und VV begannen, zugewiesen. Die letzte für Motorräder genutzte Kennzeichenserie war VV 00-01 bis VV 99-99.
Anfang 1991 erhielt der Landkreis das Unterscheidungszeichen RSL. Es wurde bis zum 30. Juni 1994 ausgegeben. Seit dem 27. November 2012 ist es in der kreisfreien Stadt Dessau-Roßlau erhältlich.